# آلاگیچی (کاکانی)
آلاگیچی (کاکانی) (بوسنیایی: Alagići (Kakanj)) یک منطقهٔ مسکونی در بوسنی و هرزگوین است که در Kakanj واقع شده‌است.